# スカイ・グループ
スカイ・グループ（Sky Group Limited）は、アメリカ企業コムキャストの子会社であり、イングランドロンドンに本社を置く、ヨーロッパのメディア、通信コングロマリット。イギリス、アイルランド、ドイツ、オーストリア、スイス、イタリアで事業を展開している。ヨーロッパ最大のメディア企業であり、2019年の時点で2,300万人の加入者と31,000人を超える従業員を持つ有料テレビ放送局。主に衛星テレビ、制作、放送に関与している。
1990年にスカイ・テレビジョンと英国衛星放送（BSB）が対等合併して設立した英国スカイ放送（British Sky Broadcasting、BSkyB）は、イギリスの最大のデジタル有料テレビ会社となった。2014年、スカイ・イタリアとスカイ・ドイチェランドの買収が完了した後、合併会社はスカイ（Sky Pic）に改名した。

## 沿革
1990年11月、スカイ・テレビジョンと英国衛星放送の対等合併が行われ、持株会社の英国スカイ放送グループと、その傘下に英国スカイ放送（BスカイB）が設立された。1994年10月、BスカイBはイギリスとアメリカの証券取引所で債券を発行し、ニューズ・コーポレーションを率いるルパート・マードックが、4割の株式を保有した。
BスカイBはITVが保有していたプレミアリーグの放送権を取得し、英国放送協会の承認を経て独占放送を行ったが、欧州委員会はたびたびこれを問題視し、2007-2008シーズンをもってアイルランドのセタンタ・スポーツに放映権の一部を譲渡、BスカイBによる独占は終了となった。この他にもマードックは国際オリンピック委員会（IOC）に対して、シドニーオリンピックの独占放映権獲得を打診するなどしたため、将来的に無料で国民的スポーツが見られなくなることを恐れたイギリス政府は放送法を改正した上でユニバーサル・アクセス権を導入する一因にもなった。
2007年7月、BスカイBはエレクトロニクス企業のアムストラッドを買収し傘下とした。
2010年6月、ニューズ・コーポレーションはBスカイBの買収を試み株式の6割を取得、マードックが会長となったが、ニューズ・インターナショナル電話盗聴スキャンダルの発覚に伴い、2011年7月に頓挫、2012年4月マードックは会長を辞任した。
その後、後継企業にあたる21世紀フォックスとの協議で、スカイ・ドイチェランドの過半数の株式の取得と、スカイ・イタリアの完全子会社化を決定、これを契機に2014年11月、持株会社はスカイ（Sky plc）に社名を変更し、その傘下にスカイUKが置かれる形となった。2016年12月、21世紀フォックスがスカイの株式の61％を取得することで合意したことが報道されたが、ウォルト・ディズニー・カンパニー（これは21世紀フォックスの大半を取得した）を含む入札戦争の後、2018年10月にコムキャストはスカイ全体を1株当たり17.28ポンドで買収した。現在、イギリスのほか、アイルランド・ドイツ・オーストリア・イタリアでも事業を展開している。
アメリカのメディア企業であるコムキャスト系列のため、傘下のNBCユニバーサルが運営している動画配信サービスのPeacockをスカイ展開地域の各ユーザーに提供しているが、一部の国と地域ではアメリカ国内における同業他社が制作した番組やサービスの提供も担当しており、ワーナーメディアグループのHBO Maxの独占配給やディズニーグループの動画配信サービスであるDisney+の提供を行っている。2022年からバイアコムCBSグループのShowtimeと共同で動画配信サービスも展開する予定である。
日本のJスカイB（現在のスカパー!）は、BスカイBの関連企業にあたる。

## 現在のグループ企業
- Sky UK Ltd（スカイの中心企業。2014年以前は「BSkyB」、1990年以前は「Sky Television plc」）
- Sky Subscriber Services Ltd
- Sky In-Home Services Ltd
- Sky Broadband Ltd
- Sky Home Communications Ltd
- Sports Internet Group Ltd
- British Interactive Broadcasting Holdings Ltd（パナソニック等が出資した双方向番組サービス）
- Aura Sports Ltd
- Aura Play Ltd
- Sky Ireland
- Sky Italia Srl
- Sky Deutschland AG（ドイツとオーストリア向け有料放送）
- Acetrax
- アムストラッド
- The Cloud

## Sky UKの運営チャンネル
- At The Races
- Sky Active
- Sky Arts
- Sky Arts HD
- Sky Box Office (ペイ・パー・ビュー)
- Sky Box Office Events
- Sky Box Office HD 1 & 2
- Sky Movies
- Sky News
- Sky1
- Sky1 HD
- Sky2
- Sky3
- Sky Sports 1, 2, 3
- Sky Sports Xtra
- Sky Sports HD 1,-2
- Sky Sports News
- Sky Real Lives
- Sky Travel
- Sky Vegas
- Sky Poker